# Van Brecht

Wapen van Van Brecht

Van Brecht was een Nederlands adelgeslacht en bastaardtak van de hertogen van Brabant. In de 13e en 14e eeuw verwierven zij veel bezittingen in het Hertogdom Brabant, waaronder Kasteel Dussen, dat op de Heren Van Brecht uit Breda vererfd was. De 'Bosche tak' bekleedde hoge openbare ambten in 's-Hertogenbosch.

## Wapen
"In zwart een gouden leeuw, rood getongd en genageld, en over alles heen een schuinbalk geschaakt in twee rijen van zilver en rood."

## De 'Bosche tak'
De Van Brechts bekleedden vanaf september 1530 het ambt van laagschout van 's-Hertogenbosch en vanaf 1535 dat van hoogschout van 's-Hertogenbosch en de Meierij. De hertog verenigde beide functies in één persoon; Jan van Brecht, die tussen 1535 en 1558 het schoutsambt bekleedde. Zijn zoon Jacob en kleinzoon Philip bekleedden aaneenvolgend hetzelfde ambt. Jan en Jacob van Brecht hadden met grote weerstand uit het stadsbestuur te maken. Slechts een enkele keer lukte het de stad om via de Raad van Brabant maatregelen van de schout ongedaan te krijgen. Het is duidelijk dat de Van Brechts onvoorwaardelijke steun genoten van de hertogen. Vader Jan en zoon Jacob werden tot ridder geslagen en laatstgenoemde ontving een schenking van elfhonderd gulden als dank voor zijn inspanningen om 's-Hertogenbosch in 1579 met de koning te laten verzoenen. Philip van Brecht werkte nauwer samen met het magistraat. Deze verbeterde verstandhouding zorgde voor waardering van het stadsbestuur in de vorm van minstens 20 schenkingen over een periode van 30 jaar. Hij genoot overduidelijk een betere reputatie dan zijn vader. De familie verdween na vier generaties van het bestuurderstoneel door het ontbreken van mannelijke nakomelingen.

### Telgen
- Jonker Goessen van Brecht (ca. 1450-1518); heer van Hagoort, schepen (1483,89,98,1502,07,11,15) en burgemeester (1494) van 's-Hertogenbosch
  - Jan van Brecht (ca. 1487-1558); heer van Hagoort, ridder (1540), schepen (1523,26,29) en schout van 's-Hertogenbosch (1535-1558)
    - Goessen van Brecht (ca. 1517-1605), heer van Hagoort, schepen en president-schepen van 's-Hertogenbosch
    - Coenraet van Brecht († na 1575); schepen van 's-Hertogenbosch
    - Jonker Arnt van Brecht; schepen van 's-Hertogenbosch (vanaf 1579)
    - Jacob van Brecht († voor 1600); heer van Hagoort, ridder (1559), schout van 's-Hertogenbosch (1558-1599)
      - Philip van Brecht († na 1601); heer van Hagoort, raad, schepen (1596, 1599) en schout (1599-1629) van 's-Hertogenbosch[4]

## Bezittingen
- Hooghuis van Vladeracken (tot 1476)[5]
- Kasteel Bouvigne (1494-1611)[1]
- Huis van Brecht (ca. 1530-1590)[6]
- Kasteel Dussen (1585-1607)[1]